# 신영웅문
신영웅문은 2001년 7월 1일 오픈베타를 시작한 대한민국의 게임이다. 개발사는 태울엔터테인먼트이다.

## 약관
㈜태울엔터테인먼트가 온라인게임닷컴을 통하여 서비스하는 게임 및 컨텐츠들과 온라인게임닷컴에 제휴된 게임 및 컨텐츠들을 이용함에 있어 회사와 이용자의 권리, 의무 및 제반 사항을 규정함을 목적으로 합니다.

## 관련 뉴스 기사
- 단순하게 싸우는 차원에서 탈피,게임속에서 문파 가족 사제관계 등의 커뮤니티를 만들어가며 무협지 고유 문화를 게임속에 구현했다.[2]

## 책
- 신영웅문[3]

## 수상 내역
- 2001년 제1회 디지털콘텐츠대상의 대상수상작(국무총리상)[4]
- 2001년 제1회 국제정보통신기술상 수상대회(ICT Awards)[5]
- 2001년 태울엔터테인먼트의 '신영웅문'과 감마니아코리아의 '임진록2:조선의 반격'이 공동 수상작 선정[6]